# Bitwa pod Słonimem (VII 1920)

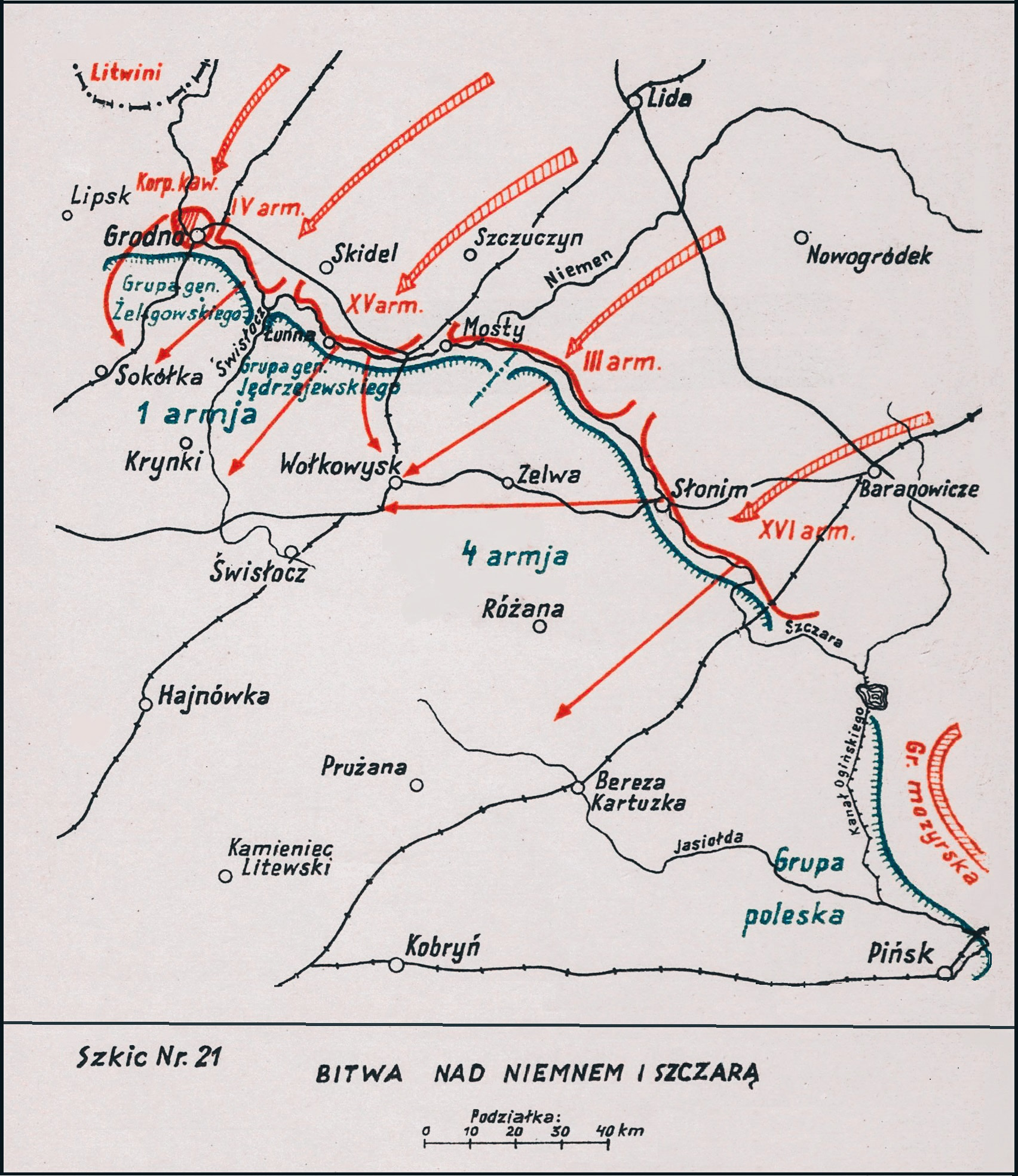
Adam Przybylski
Wojna Polska 1918–1921

Bitwa pod Słonimem – walki grupy płk. Stanisława Kaliszka z sowiecką 10 Dywizją Strzelców w czasie lipcowej ofensywy Frontu Zachodniego Michaiła Tuchaczewskiego w okresie wojny polsko-bolszewickiej.

## Sytuacja ogólna
W pierwszej dekadzie lipca przełamany został front polski nad Autą, a wojska Frontu Północno-Wschodniego gen. Stanisława Szeptyckiego cofały się pod naporem ofensywy Michaiła Tuchaczewskiego.
Naczelne Dowództwo nakazało powstrzymanie wojsk sowieckiego Frontu Zachodniego na linii dawnych okopów niemieckich z okresu I wojny światowej.
Sytuacja operacyjna, a szczególnie upadek Wilna i obejście pozycji polskich od północy, wymusiła jednak dalszy odwrót.
Gen. Szeptycki wydał rozkaz dalszego odwrotu. 1 Armia gen. Gustawa Zygadłowicza cofała się nad Niemen, 4 Armia nad Szczarę, a Grupa Poleska na Kanał Ogińskiego i Pińsk.

Dyrektywa Naczelnego Wodza z 18 lipca ujmowała: Przy zgrupowaniu na linii Niemna i Szczary należy wziąć pod uwagę, że lewe skrzydło musi być najsilniejsze, że musimy Linię Niemna i Grodno koniecznie utrzymać. Utrata linii Niemna odkryłaby najkrótszy kierunek Warszawy i uniemożliwiłaby utrzymanie linii Narwi. Odepchnięcie naszych linii na Polesiu lub na Szczarze mniej szkodliwe.
Na linii rzek Niemen i Szczara zamierzano powstrzymać marsz nieprzyjaciela, skoncentrować nad Bugiem zgrupowanie wojsk i uderzyć na lewe skrzydło frontu Tuchaczewskiego.

## Walki o Słonim
Podczas odwrotu wojsk polskich znad Berezyny jednostki polskiej 4 Armii gen. Leonarda Skierskiego cofały się nad Szczarę. Grupa płk. Stanisława Kaliszka w składzie 4 Dywizja Piechoty i XII Brygada Piechoty otrzymała rozkaz obsadzenia odcinka rzeki od Rusakowa do Łobzówki i utworzenia pod Słonimem przyczółka mostowego.
19 sierpnia przyczółek „Słonim” obsadził III batalion 37 pułku piechoty mjr. Józefa Kusia i kompania szturmowa pułku. Wsparcie artyleryjskie zapewniały trzy baterie 4 pułku artylerii ciężkiej oraz 6 bateria 4 pułku artylerii polowej. Dowódca batalionu przyjął następujące ugrupowanie: 10 i 11 kompanie zajęły wzgórza na północny wschód od miasta, 9 kompania obsadziła tor kolejowy Słonim – Albertyn, a 12 kompania i kompania szturmowa ześrodkowały się w mieście jako odwód.
Na skrzydle III batalionu, od folwarku Albertyn do Szydłowicz, obronę zorganizował I/37 pułku piechoty.
Po południu 20 lipca pod Słonim podeszły oddziały sowieckiej 10 Dywizji Strzelców i uderzyły na stanowiska 10 i 11 kompanii. Brak skutecznego wsparcia ogniowego artylerii, a także nieumiejętność walki piechurów 37 pp z sowiecką kawalerią spowodowały, że w szeregach polskich wybuchło zamieszanie. Kontratak odwodowej 12 kompanii załamał się, a sama kompania została przez sowiecką kawalerię przyparta do rzeki.
Zagrożona odcięciem 9 kompania rozpoczęła odwrót, wywołując panikę wśród przekraczających most na Szczarze taborów 4 Dywizji Piechoty.
Dowódca grupy płk Stanisław Kaliszek wprowadził do walki o przyczółek dwa bataliony 16 pułku piechoty. Nieskoordynowane z broniącymi przyczółka pododdziałami ataki pojedynczych kompanii bez wzajemnego współdziałania i brak między nimi łączności, doprowadziły do załamania polskiego kontrataku. W ogólnym zamieszaniu saperzy za wcześnie podpalili most, co walczące na przyczółku oddziały polskie uznały za sygnał do odwrotu. Odwrót kompanii 37 pułku piechoty odbywał się w dużym nieładzie. Wycofały się one na zachodni brzeg Szczary w bród lub wykorzystując tratwy naprędce zbite ze spławianego rzeką drzewa.
Po zajęciu Słonima sowiecka 30 Brygada Strzelców zaatakowała pod Szydłowiczami I batalion 37 pułku piechoty. Batalion nie wytrzymał uderzenia i zaczął wycofywać się na Różanę. W tym czasie III batalion odchodził na Zelwę.
W Hrynkach III batalion został zatrzymany przez płk. Kaliszka. Tu dowódca grupy zbierał pododdziały XII Brygady Piechoty i organizował akcję celem odbicia Słonima.
O 23.00 III/37 pp ruszył w awangardzie na Słonim. Wspierać go miała artyleria rozmieszczona na stanowiskach ogniowych na zachodnim brzegu rzeki Wołobrenki.
III/37 pp odrzucił wysunięte przed Słonim ubezpieczenia bojowe przeciwnika i zaatakował sowieckie tabory. Na odgłos strzałów do walki zaczęły wchodzić kolejne pododdziały czerwonoarmistów. Z uwagi na panujące ciemności i brak map, polska artyleria nie mogła skutecznie wesprzeć działań III batalionu. Batalion też nie dostał wsparcia od sił głównych XII Brygady Piechoty, a jej dowódca, zamiast wprowadzić do walki kolejne siły, zatrzymał ją na postój w lesie. Wobec braku pomocy własnych oddziałów, wzrastającego oporu przeciwnika i trudności prowadzenia walki nocnej w nieznanym terenie, mjr Kuś nakazał odwrót.
W tym czasie na południe od Słonima Sowieci sforsowali Szczarę w rejonie obrony 18 pułku piechoty pod Rusakowem. Rano 21 lipca grupa płk. Kaliszka otrzymała rozkaz odwrotu na Zelwę.

Komunikat prasowy Sztabu Generalnego z 21 lipca 1920 donosił:

Oddziały nieprzyjacielskie, które opanowały Grodno, prowadzą atak wzdłuż szosy Grodno – Sokółka i walczą z naszemi oddziałami na wysokości Bakun. Ta ostatnia miejscowość została brawurowym kontratakiem odzyskana przez naszą piechotę. Wzdłuż Niemna od Łunnej Woli do ujścia rzeki Szczary bolszewicy dążą za wszelką cenę do sforsowania naszych pozycyj obronnych. Atak bolszewicki prowadzony na linji rzeki Szczary, a skierowany głównie na przyczółek mostowy Słonima zmusił nasze oddziały do opuszczenia tej miejscowości. Obecnie zacięte walki toczą się na pół drogi między Słonimem a Zelwą. W akcji n a tym małym odcinku nieprzyjaciel skoncentrował 3 dywizje piechoty, które przy forsowaniu Szczary pod Słonimem poniosły nadzwyczaj ciężkie straty.

## Bilans walk
Porażka grupy płk. Stanisława Kaliszka w walce o Słomin przyspieszyła załamanie się frontu na linii Szczary.
Przyczynił się do niej między innymi brak koordynacji działań poszczególnych pododdziałów i źle funkcjonująca łączność między nimi. Polskie oddziały poniosły przy tym wysokie straty. W III batalionie 37 pułku piechoty pozostało tylko 80 żołnierzy.
Większość strat to jeńcy i żołnierze rozproszeni podczas nocnego odwrotu. Wielu spośród nich w następnych dniach wracało do macierzystego pułku.